# آنا فلوريس
آنا فلوريس (بالإيطالية: Anna Floris)‏ مواليد 15 مايو 1982، هي لاعبة كرة مضرب إيطالية بدأت مسيرتها كمحترفة سنة 1998 تلعب باليد اليسرى وتحتل حالياً المرتبة رقم. 1026 (19 يناير 2015) في تصنيف رابطة محترفات كرة المضرب. أعلى تصنيف لها في الفردي كان المركز الـ 129 في سنة 2010.

## روابط خارجية
- آنا فلوريس على موقع رابطة محترفات التنس (الإنجليزية)
- آنا فلوريس على موقع الاتحاد الدولي لكرة المضرب (الإنجليزية)
- آنا فلوريس على موقع إي إس بي إن.كوم (الإنجليزية)